# Cònids
Els cònids (Conidae) és una família taxonòmica (anteriorment subfamília) de cargols de mar depredadors, mol·luscs gasteròpodes marins de la superfamília Conoidea.
La classificació de 2014 de la superfamília Conoidea, agrupa només els cargols cònids de la família Conidae. Algunes classificacions anteriors agrupaven els cargols cònids en una subfamília, Coninae.
Al març de 2015, els cònids contenien més de 800 espècies reconegudes. Treballant a l'Europa del segle xviii, Carl von Liné coneixia només 30 espècies que encara es consideren vàlides.
Els cargols d'aquesta família són animals depredadors sofisticats. Cacen i immobilitzen preses utilitzant una dent radular modificada juntament amb una glàndula verinosa que conté neurotoxines; la dent es llança fora de la boca del cargol amb una acció semblant a un arpó.
Com que tots els cargols cònids són verinosos i capaços de «picar» als humans, els cargols vius s'han de manipular amb molta cura o preferiblement no fer-ho.

## Taxonomia actual
Al Journal of Molluscan Studies, l'any 2014, Puillandre, Duda, Meyer, Olivera & Bouchet van presentar una nova classificació per a l'antic gènere Conus. Amb 329 espècies, els autors van realitzar anàlisis filogenètiques moleculars. Els resultats van suggerir que els autors haurien de situar tots els cargols cònids existents en una sola família, Conidae, que contingui els gèneres següents:
- Californiconus J. K. Tucker & Tenorio, 2009
- Conasprella Thiele, 1929
- † Conilithes Swainson, 1840
- † Contraconus Olsson & Harbison, 1953
- Conus Linnaeus, 1758
- † Eoconus J. K. Tucker & Tenorio, 2009
- † Hemiconus Cossmann, 1889
- † Herndliconus Petuch & Drolshagen, 2015
- Kenyonia Brazier, 1896
- Lilliconus G. Raybaudi Massilia, 1994
- Malagasyconus Monnier & Tenorio, 2015
- † Papilliconus Tracey & Craig, 2017
- Profundiconus Kuroda, 1956
- Pseudolilliconus J. K. Tucker & Tenorio, 2009
- Pygmaeconus Puillandre & Tenorio, 2017
- † Tequestaconus Petuch & Drolshagen, 2015 †

Els autors van agrupar el 85% de totes les espècies conegudes de cargols cònids sota Conus. Van reconèixer 57 subgèneres dins de Conus i 11 subgèneres dins del gènere Conasprella.

## Història de la taxonomia

### Antecedents
Abans de 1993, la família Conidae contenia només espècies de Conus. El 1993 Taylor et al. van proposar canvis taxonòmics significatius: la família Conidae es va redefinir com a diverses subfamílies. Les subfamílies incloïen moltes subfamílies que prèviament havien estat classificades a la família Turridae, i les espècies Conus es van traslladar a la subfamília Coninae.
En els canvis taxonòmics posteriors que es van produir els anys 2009 i 2011, basats en la filogènia molecular (vegeu més avall), les subfamílies que anteriorment formaven part de la família Turridae van ser elevades a l'estatus de famílies per dret propi. Això va deixar que la família Conidae contingués una vegada més només aquelles espècies que tradicionalment estaven col·locades en aquesta família: les espècies de cargols cónids.

### 1993, Taylor et al., Bouchet & Rocroi
Segons Taylor, et al. (1993), i la Taxonomy of the Gastropoda de Bouchet & Rocroi, 2005, aquesta família constava de set subfamílies.
- Coninae Fleming, 1822 - sinònims: Conulinae Rafinesque, 1815 (inv.); Textiliinae da Motta, 1995 (n.a.)
- Clathurellinae H. Adams & A. Adams, 1858 - sinònims: Defranciinae Gray, 1853 (inv.); Borsoniinae A. Bellardi, 1875; Pseudotominae A. Bellardi, 1888; Diptychomitrinae L. Bellardi, 1888; Mitrolumnidae Sacco, 1904; Mitromorphinae Casey, 1904; Lorraine Thiele, 1925
- Conorbiinae de Gregorio, 1880—sinònim: Cryptoconinae Cossmann, 1896
- Mangelinae P. Fischer, 1883—sinònim: Cytharinae Thiele, 1929
- Oenopotinae Bogdanov, 1987—sinònim: Lorinae Thiele, 1925 sensu Thiele
- Raphitominae A. Bellardi, 1875—sinònims: Daphnellinae Casey, 1904; Taranine Casey, 1904; Thatcheriidae Powell, 1942; Pleurotomellinae F. Nordsieck, 1968; Andoniinae Vera-Pelaez, 2002
- † Siphopsinae Le Renard, 1995

### 2009, Tucker & Tenorio
L'any 2009 John K. Tucker i Manuel J. Tenorio van proposar un sistema de classificació de les closques de cònids i els seus aliats (que reabsorbeixen les seves parets internes durant el creixement) es basava en una anàlisi cladística de caràcters anatòmics incloent la dent radular, la morfologia (és a dir, tipus de closca), així com una anàlisi d'estudis anteriors de filogènia molecular, tots ells utilitzats per construir arbres filogenètics.
En la seva filogènia, Tucker i Tenorio van assenyalar l'estreta relació de les espècies de cargols cònids dins dels diferents clades, corresponents a les seves famílies i gèneres proposats; això també es correspon amb els resultats d'estudis moleculars previs de Puillandre et al. i altres. Aquest sistema de classificació proposat l'any 2009 també va descriure la taxonomia per als altres clades de gasteròpodes Conoidea (que no resorbeixen les seves parets internes), també basat en estudis morfològics, anatòmics i moleculars, i elimina els cargols Turridae (que són molt diferents i formen i diversos grups) dels cargols cònids, i crea una sèrie de noves famílies. El sistema de classificació proposat per Tucker i Tenorio per a les closques de cònids i els seus aliats (i els altres clades de gasteròpodes Conoidea) es mostra a la taxonomia de caragols de con de Tucker & Tenorio 2009.

### 2011, Bouchet et al
L'any 2011 Bouchet et al. van proposar una nova classificació en la qual diverses subfamílies eren elevades al rang de família:
- Clathurellinae es va dividir en tres famílies: Borsoniidae (incloent també espècies de Turridae), Mitromorphidae i Clathurellidae (tots anteriorment agrupats sota els Turridae).[12]
- Conorbiinae va ser elevat al rang de família Conorbidae, formada per tres gèneres: Artemidiconus da Motta, 1991, Benthofascis Iredale, 1936 i Conorbis Swainson, 1840.[12]
- Mangeliinae i Oenopotinae es van combinar i es van elevar al rang de la família Mangeliidae, que abans s'havia agrupat en els Turridae).[12]
- Raphitominae va ser elevat al rang de la família Raphitomidae (també anteriorment agrupada en els Turridae).[12]

La classificació de Bouchet et al. (2011) es va basar en proves d'ADN mitocondrial i ADN nuclear, i es va basar en el treball anterior de J. K. Tucker & M. J. Tenorio (2009), però no van incloure tàxons fòssils.
La filogènia molecular, especialment amb l'arribada de les proves d'ADNn a més de les proves d'ADNm (les proves en els Cònids van començar inicialment per Christopher Meyer i Alan Kohn), continua amb els Cònids.

### 2009, 2011, llista dels gèneres de Tucker & Tenorio, i Bouchet et al.
Aquesta és una llista dels gèneres existents reconeguts dins de Conidae segons J. K. Tucker & M. J. Tenorio (2009), i Bouchet et al. (2011). Tanmateix, tots aquests gèneres s'han convertit en sinònims de subgèneres dins del gènere Conus segons la revisió de la taxonomia dels Conidae el 2015.
- Afonsoconus Tucker & Tenorio, 2013: sinònim de Conus (Afonsoconus) Tucker & Tenorio, 2013 representat com Conus Linnaeus, 1758
- Africonus Petuch, 1975: sinònim de Conus (Lautoconus) Monterosato, 1923 representat com Conus Linnaeus, 1758
- Arubaconus Petuch, 2013: sinònim de Conus (Ductoconus) da Motta, 1991 representat com Conus Linnaeus, 1758
- Asprella Schaufuss, 1869: sinònim de Conus (Asprella) Schaufuss, 1869 representat com Conus Linnaeus, 1758
- Atlanticonus Petuch & Sargent, 2012: sinònim de Conus (Atlanticonus) Petuch & Sargent, 2012 representat com Conus Linnaeus, 1758
- Attenuiconus Petuch, 2013: sinònim de Conus (Attenuiconus) Petuch, 2013 representat com Conus Linnaeus, 1758
- Austroconus Tucker & Tenorio, 2009 sinònim de Conus (Austroconus) Tucker & Tenorio, 2009 representat com Conus Linnaeus, 1758
- Bathyconus Tucker & Tenorio, 2009: sinònim de Conasprella (Fusiconus) Thiele, 1929, representat com Conasprella Thiele, 1929
- Bermudaconus Petuch, 2013: sinònim de Conus (Bermudaconus) Petuch, 2013 representat com Conus Linnaeus, 1758
- Boucheticonus Tucker & Tenorio, 2013: sinònim de Conasprella (Boucheticonus) Tucker & Tenorio, 2013 representat com Conasprella Thiele, 1929
- Brasiliconus Petuch, 2013: sinònim de Conus (Brasiliconus) Petuch, 2013 representat com Conus Linnaeus, 1758
- Calamiconus Tucker & Tenorio, 2009: sinònim de Conus (Lividoconus) Wils, 1970 representat com Conus Linnaeus, 1758
- Calibanus da Motta, 1991: sinònim de Conus (Calibanus) da Motta, 1991 representat com Conus Linnaeus, 1758
- Cariboconus Petuch, 2003: sinònim de Conus (Dauciconus) Cotton, 1945 representat com Conus Linnaeus, 1758
- Californiconus Tucker & Tenorio, 2009
- Chelyconus Mörch, 1852: sinònim de Conus (Chelyconus) Mörch, 1852 representat com Conus Linnaeus, 1758
- Cleobula Iredale, 1930: sinònim de Dendroconus Swainson, 1840
- Coltroconus Petuch, 2013: sinònim de Conasprella (Coltroconus) Petuch, 2013 representat com Conasprella Thiele, 1929
- Conasprella Thiele, 1929: nom aceptat
- Conasprelloides Tucker & Tenorio, 2009: sinònim de Conus (Dauciconus) Cotton, 1945 representat com Conus Linnaeus, 1758
- † Conilithes Swainson, 1840
- Continuconus Tucker & Tenorio, 2013
- Conus Linnaeus, 1758: nom aceptat
- Cornutoconus Suzuki, 1972: sinònim de Taranteconus Azuma, 1972
- Coronaxis Swainson, 1840: sinònim de Conus (Conus) Linnaeus, 1758 representat com Conus Linnaeus, 1758
- Cucullus Röding, 1798: sinònim de Conus (Conus) Linnaeus, 1758 representat com Conus Linnaeus, 1758
- Cylinder Montfort, 1810: sinònim de Conus (Cylinder) Montfort, 1810 representat com Conus Linnaeus, 1758
- Cylindrella Swainson, 1840: sinònim de Asprella Schaufuss, 1869 sinònim de Conus (Asprella) Schaufuss, 1869 representat com Conus Linnaeus, 1758
- Cylindrus Batsch, 1789: sinònim de Cylinder Montfort, 1810, sinònim de Conus (Cylinder) Montfort, 1810 representat com Conus Linnaeus, 1758
- Dalliconus Tucker & Tenorio, 2009: sinònim de Conasprella (Dalliconus) Tucker & Tenorio, 2009 sinònim de Conasprella Thiele, 1929
- Darioconus Iredale, 1930: sinònim de Conus (Darioconus) Iredale, 1930 representat com Conus Linnaeus, 1758
- Dauciconus Cotton, 1945: sinònim de Conus (Dauciconus) Cotton, 1945 representat com Conus Linnaeus, 1758
- Dendroconus Swainson, 1840: sinònim de Conus (Dendroconus) Swainson, 1840 representat com Conus Linnaeus, 1758
- Ductoconus da Motta, 1991: sinònim de Conus (Ductoconus) da Motta, 1991 representat com Conus Linnaeus, 1758
- Duodenticonus Tucker & Tenorio, 2013: sinònim de Conasprella (Conasprella) Thiele, 1929 representat com Conasprella Thiele, 1929
- Dyraspis Iredale, 1949: sinònim de Conus (Virroconus) Iredale, 1930 representat com Conus Linnaeus, 1758
- Elisaconus Tucker & Tenorio, 2013: sinònim de Conus (Elisaconus) Tucker & Tenorio, 2013 representat com Conus Linnaeus, 1758
- Embrikena Iredale, 1937: sinònim de Conus (Embrikena) Iredale, 1937 representat com Conus Linnaeus, 1758
- Endemoconus Iredale, 1931: sinònim de Conasprella (Endemoconus) Iredale, 1931 representat com Conasprella Thiele, 1929
- Eremiconus Tucker & Tenorio, 2009: sinònim de Conus (Eremiconus) Tucker & Tenorio, 2009 representat com Conus Linnaeus, 1758
- Erythroconus da Motta, 1991: sinònim de Conus (Darioconus) Iredale, 1930 representat com Conus Linnaeus, 1758
- Eugeniconus da Motta, 1991: sinònim de Conus (Eugeniconus) da Motta, 1991 representat com Conus Linnaeus, 1758
- Floraconus Iredale, 1930: sinònim de Conus (Floraconus) Iredale, 1930 representat com Conus Linnaeus, 1758
- Fraterconus Tucker & Tenorio, 2013: sinònim de Conus (Fraterconus) Tucker & Tenorio, 2013 representat com Conus Linnaeus, 1758
- Fulgiconus da Motta, 1991: sinònim de Conus (Phasmoconus) Mörch, 1852 representat com Conus Linnaeus, 1758
- Fumiconus da Motta, 1991: sinònim de Conasprella (Fusiconus) da Motta, 1991 representat com Conasprella Thiele, 1929
- Fusiconus da Motta, 1991: sinònim de Conasprella (Fusiconus) da Motta, 1991 representat com Conasprella Thiele, 1929
- Gastridium Modeer, 1793: sinònim de Conus (Gastridium) Modeer, 1793 representat com Conus Linnaeus, 1758
- Genuanoconus Tucker & Tenorio, 2009: sinònim de Conus (Kalloconus) da Motta, 1991 representat com Conus Linnaeus, 1758
- Gladioconus Tucker & Tenorio, 2009: sinònim de Conus (Monteiroconus) da Motta, 1991 representat com Conus Linnaeus, 1758
- Globiconus Tucker & Tenorio, 2009: sinònim de Conasprella (Ximeniconus) Emerson & Old, 1962 representat com Conasprella Thiele, 1929
- Gradiconus da Motta, 1991: sinònim de Conus (Dauciconus) Cotton, 1945 representat com Conus Linnaeus, 1758
- Graphiconus da Motta, 1991: sinònim de Conus (Phasmoconus) Mörch, 1852 representat com Conus Linnaeus, 1758
- Harmoniconus da Motta, 1991: sinònim de Conus (Harmoniconus) da Motta, 1991 representat com Conus Linnaeus, 1758
- Hermes Montfort, 1810: sinònim de Conus (Hermes) Montfort, 1810 representat com Conus Linnaeus, 1758
- Heroconus da Motta, 1991: sinònim de Conus (Pionoconus) Mörch, 1852 representat com Conus Linnaeus, 1758
- Isoconus Tucker & Tenorio, 2013: sinònim de Conus (Splinoconus) da Motta, 1991 representat com Conus Linnaeus, 1758
- Jaspidiconus Petuch, 2004: sinònim de Conasprella (Ximeniconus) Emerson & Old, 1962 representat com Conasprella Thiele, 1929
- Kalloconus da Motta, 1991: sinònim de Conus (Kalloconus) da Motta, 1991 representat com Conus Linnaeus, 1758
- Kellyconus Petuch, 2013: sinònim de Conus (Kellyconus) Petuch, 2013 representat com Conus Linnaeus, 1758
- Kenyonia Brazier, 1896: gènere incertae sedis
- Kermasprella Powell, 1958: sinònim de Conasprella (Endemoconus) Iredale, 1931 representat com Conasprella Thiele, 1929
- Ketyconus da Motta, 1991: sinònim de Conus (Floraconus) Iredale, 1930 representat com Conus Linnaeus, 1758
- Kioconus da Motta, 1991: sinònim de Conus (Splinoconus) da Motta, 1991 representat com Conus Linnaeus, 1758
- Klemaeconus Tucker & Tenorio, 2013: sinònim de Conus (Klemaeconus) Tucker & Tenorio, 2013 representat com Conus Linnaeus, 1758
- Kohniconus Tucker & Tenorio, 2009: sinònim de Conasprella (Kohniconus) Tucker & Tenorio, 2009 representat com Conasprella Thiele, 1929
- Kurodaconus Shikama & Habe, 1968: sinònim de Conus (Turriconus) Shikama & Habe, 1968 representat com Conus Linnaeus, 1758
- Lamniconus da Motta, 1991: sinònim de Conus (Lamniconus) da Motta, 1991 representat com Conus Linnaeus, 1758
- Lautoconus Monterosato, 1923: sinònim de Conus (Lautoconus) Monterosato, 1923 representat com Conus Linnaeus, 1758
- Leporiconus Iredale, 1930: sinònim de Conus (Leporiconus) Iredale, 1930 representat com Conus Linnaeus, 1758
- Leptoconus Swainson, 1840: sinònim de Conus (Leptoconus) Swainson, 1840 representat com Conus Linnaeus, 1758
- Lilliconus Raybaudi Massilia, 1994: sinònim de Conasprella (Lilliconus) G. Raybaudi Massilia, 1994 representat com Conasprella Thiele, 1929
- Lindaconus Petuch, 2002: sinònim de Conus (Lindaconus) Petuch, 2002 representat com Conus Linnaeus, 1758
- Lithoconus Mörch, 1852: sinònim de Conus (Lithoconus) Mörch, 1852 representat com Conus Linnaeus, 1758
- Lividoconus Wils, 1970: sinònim de: Conus (Lividoconus) Wils, 1970 representat com Conus Linnaeus, 1758
- Lizaconus da Motta, 1991: sinònim de Profundiconus Kuroda, 1956
- Magelliconus da Motta, 1991: sinònim de Conus (Dauciconus) Cotton, 1945 representat com Conus Linnaeus, 1758
- Malagasyconus Monnier & Tenorio, 2015
- Mamiconus Cotton & Godfrey, 1932: sinònim de Endemoconus Iredale, 1931: sinònim de Conasprella (Endemoconus) Iredale, 1931 representat com Conasprella Thiele, 1929
- Miliariconus Tucker & Tenorio, 2009: sinònim de Conus (Virroconus) Iredale, 1930 representat com Conus Linnaeus, 1758
- Mitraconus Tucker & Tenorio, 2013: sinònim de Conus (Turriconus) Shikama & Habe, 1968 representat com Conus Linnaeus, 1758
- Monteiroconus da Motta, 1991: sinònim de Conus (Monteiroconus) da Motta, 1991 representat com Conus Linnaeus, 1758
- Nataliconus Tucker & Tenorio, 2009: sinònim de Conus (Leptoconus) Swainson, 1840 representat com Conus Linnaeus, 1758
- Nimboconus Tucker & Tenorio, 2013: sinònim de Conus (Phasmoconus) Mörch, 1852 representat com Conus Linnaeus, 1758
- Nitidoconus Tucker & Tenorio, 2013: sinònim de Conus (Splinoconus) da Motta, 1991 representat com Conus Linnaeus, 1758
- Ongoconus da Motta, 1991: sinònim de Conus (Splinoconus) da Motta, 1991 representat com Conus Linnaeus, 1758
- Papyriconus Tucker & Tenorio, 2013: sinònim de Conus (Papyriconus) Tucker & Tenorio, 2013 representat com Conus Linnaeus, 1758
- Parviconus Cotton & Godfrey, 1932: sinònim de Conasprella (Parviconus) Cotton & Godfrey, 1932 representat com Conasprella Thiele, 1929
- Perplexiconus Tucker & Tenorio, 2009: sinònim de Conasprella (Ximeniconus) Emerson & Old, 1962 representat com Conasprella Thiele, 1929
- Phasmoconus Mörch, 1852: sinònim de Conus (Phasmoconus) Mörch, 1852 representat com Conus Linnaeus, 1758
- Pionoconus Mörch, 1852: sinònim de Conus (Pionoconus) Mörch, 1852 representat com Conus Linnaeus, 1758
- Plicaustraconus Moolenbeek, 2008: sinònim de Conus (Plicaustraconus) Moolenbeek, 2008 representat com Conus Linnaeus, 1758
- Poremskiconus Petuch, 2013: sinònim de Conus (Dauciconus) Cotton, 1945 representat com Conus Linnaeus, 1758
- Profundiconus Kuroda, 1956: accepted name
- Protoconus da Motta, 1991: sinònim de Tenorioconus Petuch & Drolshagen, 2011
- Protostrioconus Tucker & Tenorio, 2009: sinònim de Conus (Gastridium) Modeer, 1793 representat com Conus Linnaeus, 1758
- Pseudoconorbis Tucker & Tenorio, 2009: sinònim de Conasprella (Pseudoconorbis) Tucker & Tenorio, 2009, represented as Conasprella Thiele, 1929
- Pseudohermes Tucker & Tenorio, 2013: sinònim de Conus (Virgiconus) Cotton, 1945 representat com Conus Linnaeus, 1758
- Pseudolilliconus Tucker & Tenorio, 2009: sinònim de Conus (Pseudolilliconus) Tucker & Tenorio, 2009 representat com Conus Linnaeus, 1758
- Pseudonoduloconus Tucker & Tenorio, 2009: sinònim de Conus (Pseudonoduloconus) Tucker & Tenorio, 2009 representat com Conus Linnaeus, 1758
- Pseudopterygia Tucker & Tenorio, 2013: sinònim de Conus (Pseudopterygia) Tucker & Tenorio, 2013 representat com Conus Linnaeus, 1758
- Puncticulis Swainson, 1840: sinònim de Conus (Puncticulis) Swainson, 1840 representat com Conus Linnaeus, 1758
- Purpuriconus da Motta, 1991: sinònim de Conus (Dauciconus) Cotton, 1945 representat com Conus Linnaeus, 1758
- Pygmaeconus Puillandre & Tenorio, 2017
- Pyruconus Olsson, 1967: sinònim de Conus (Pyruconus) Olsson, 1967 representat com Conus Linnaeus, 1758
- Quasiconus Tucker & Tenorio, 2009: sinònim de Conus (Quasiconus) Tucker & Tenorio, 2009 representat com Conus Linnaeus, 1758
- Regiconus Iredale, 1930: sinònim de Conus (Darioconus) Iredale, 1930 representat com Conus Linnaeus, 1758
- Rhizoconus Mörch, 1852: sinònim de Conus (Rhizoconus) Mörch, 1852 representat com Conus Linnaeus, 1758
- Rhombiconus Tucker & Tenorio, 2009: sinònim de Conus (Stephanoconus) Mörch, 1852 representat com Conus Linnaeus, 1758
- Rhombus Montfort, 1810: sinònim de Rhombiconus Tucker & Tenorio, 2009, sinònim de Conus (Stephanoconus) Mörch, 1852 representat com Conus Linnaeus, 1758
- Rolaniconus Tucker & Tenorio, 2009: sinònim de Conus (Strategoconus) da Motta, 1991 representat com Conus Linnaeus, 1758
- Rollus Montfort, 1810 :sinònim de Conus (Gastridium) Modeer, 1793 representat com Conus Linnaeus, 1758
- Rubroconus Tucker & Tenorio, 2013: sinònim de Conus (Rubroconus) Tucker & Tenorio, 2013 representat com Conus Linnaeus, 1758
- Sandericonus Petuch, 2013: sinònim de Conus (Sandericonus) Petuch, 2013 representat com Conus Linnaeus, 1758
- Sciteconus da Motta, 1991: sinònim de Conus (Sciteconus) da Motta, 1991 representat com Conus Linnaeus, 1758
- Seminoleconus Petuch, 2003: sinònim de Conus (Stephanoconus) Mörch, 1852 representat com Conus Linnaeus, 1758
- Socioconus da Motta, 1991: sinònim de Conus (Pionoconus) Mörch, 1852 representat com Conus Linnaeus, 1758
- Splinoconus da Motta, 1991: sinònim de Conus (Splinoconus) da Motta, 1991 representat com Conus Linnaeus, 1758
- Spuriconus Petuch, 2003: sinònim de Conus (Lindaconus) Petuch, 2002 representat com Conus Linnaeus, 1758
- Stellaconus Tucker & Tenorio, 2009: sinònim de Conus (Splinoconus) da Motta, 1991 representat com Conus Linnaeus, 1758
- Stephanoconus Mörch, 1852: sinònim de Conus (Stephanoconus) Mörch, 1852 representat com Conus Linnaeus, 1758
- Strategoconus da Motta, 1991: sinònim de Conus (Strategoconus) da Motta, 1991 representat com Conus Linnaeus, 1758
- Strioconus Thiele, 1929: sinònim de Pionoconus Mörch, 1852, sinònim de Conus (Pionoconus) Mörch, 1852 representat com Conus Linnaeus, 1758
- Sulciconus Bielz, 1869: sinònim de Asprella Schaufuss, 1869, sinònim de Conus (Asprella) Schaufuss, 1869 representat com Conus Linnaeus, 1758
- Taranteconus Azuma, 1972: sinònim de Conus (Stephanoconus) Mörch, 1852 representat com Conus Linnaeus, 1758
- Tenorioconus Petuch & Drolshagen, 2011: sinònim de Conus (Stephanoconus) Mörch, 1852 representat com Conus Linnaeus, 1758
- Tesselliconus da Motta, 1991: sinònim de Conus (Tesselliconus) da Motta, 1991 representat com Conus Linnaeus, 1758
- Textilia Swainson, 1840: sinònim de Conus (Textilia) Swainson, 1840 represented Conus Linnaeus, 1758
- Thalassiconus Tucker & Tenorio, 2013: sinònim de Calibanus da Motta, 1991, sinònim de Conus (Calibanus) da Motta, 1991 representat com Conus Linnaeus, 1758
- Theliconus Swainson, 1840: sinònim de Hermes Montfort, 1810, sinònim de Conus (Hermes) Montfort, 1810 representat com Conus Linnaeus, 1758
- Thoraconus da Motta, 1991: sinònim de Fulgiconus da Motta, 1991, sinònim de Conus (Phasmoconus) Mörch, 1852 representat com Conus Linnaeus, 1758
- Trovaoconus Tucker & Tenorio, 2009, sinònim de Conus (Kalloconus) da Motta, 1991 representat com Conus Linnaeus, 1758
- Tuckericonus Petuch, 2013: sinònim de Conus (Dauciconus) Cotton, 1945 representat com Conus Linnaeus, 1758
- Tuliparia Swainson, 1840: sinònim de Gastridium Modeer, 1793, sinònim de Conus (Gastridium) Modeer, 1793 representat com Conus Linnaeus, 1758
- Turriconus Shikama & Habe, 1968, sinònim de Conus (Turriconus) Shikama & Habe, 1968 representat com Conus Linnaeus, 1758
- Utriculus Schumacher, 1817: sinònim de Gastridium Modeer, 1793, sinònim de Conus (Gastridium) Modeer, 1793 representat com Conus Linnaeus, 1758
- Varioconus da Motta, 1991: sinònim de Conus (Lautoconus) Monterosato, 1923 representat com Conus Linnaeus, 1758
- Viminiconus Tucker & Tenorio, 2009: sinònim de Conasprella (Fusiconus) da Motta, 1991 representat com Conasprella Thiele, 1929
- Virgiconus Cotton, 1945: sinònim de Conus (Virgiconus) Cotton, 1945 representat com Conus Linnaeus, 1758
- Virroconus Iredale, 1930: sinònim de Conus (Virroconus) Iredale, 1930 representat com Conus Linnaeus, 1758
- Vituliconus da Motta, 1991: sinònim de Conus (Strategoconus) da Motta, 1991 representat com Conus Linnaeus, 1758
- Ximeniconus Emerson & Old, 1962: sinònim de Conasprella (Ximeniconus) Emerson & Old, 1962 representat com Conasprella Thiele, 1929
- Yeddoconus Tucker & Tenorio, 2009: sinònim de Conasprella (Endemoconus) Iredale, 1931 representat com Conasprella Thiele, 1929

### Llista de gèneres del 1993 fins a 2011
Seguint Taylor et al., del 1993 al 2011, la família Conidae es va definir com que inclou no només els cargols cònids, sinó també un gran nombre d'altres gèneres que es coneixen comunament com «turrids». No obstant això, com a resultat d'estudis de filogènia molecular el 2011, molts d'aquests gèneres es van traslladar de nou als Turridae, o es van col·locar en noves famílies «túrrides» dins de la superfamília Conoidea. La següent llista de gèneres que s'havien inclòs a Conidae es conserva com a referència històrica:
- Abyssobela Kantor & Sysoev, 1986
- Acamptodaphne Shuto, 1971
- Agathotoma Cossman, 1899
- Aliceia Dautzenberg & Fischer, 1897
- Antimitra Iredale, 1917
- Asperdaphne Hedley, 1922
- Asprella (considerat com a sinònim de Conus per alguns autors)
- Austrodaphnella Laseron, 1954
- Bactrocythara Woodring, 1928
- Bathybela Kobelt, 1905
- Bathytoma Harris & Burrows 1891
- Bela Gray, 1847
- Belaturricula Powell, 1951
- Benthomangelia Thiele, 1925
- Borsonella Dall, 1908
- Brachycythara Woodring, 1928
- Buccinaria Kittl, 1887
- Cenodagreutes E.H. Smith, 1967
- Chelyconus (sinònim de Conus)
- Clathromangelia Monterosato, 1884
- Clathurella Carpenter, 1857
- Cleobula (sinònim de Conus)
- Clinura Bellardi, 1875
- Clinuropsis Vincent, 1913
- Columbarium Martens, 1881
- Conasprella (considerat com a sinònim de Conus per alguns autors)
- Conopleura Hinds, 1844
- Conorbis Swainson, 1840
- Conospirus Gregorio, 1890
- Conus Linnaeus, 1758
- Crockerella Hertlein & Strong 1951
- Cryoturris Woodring, 1928
- Cryptodaphne Powell, 1942
- Curtitoma Bartsch, 1941
- Daphnella Hinds 1844
- Daphnellopsis Schepman, 1913
- Darioconus (considerat com a sinònim de Conus per alguns autors)
- Dauciconus (considerat com a sinònim de Conus per alguns autors)
- Dendroconus (considerat com a sinònim de Conus per alguns autors)
- Diaugasma Melvill, 1917
- Drilliola Locard, 1897
- Endemoconus (considerat com a sinònim de Conus per alguns autors)
- Eubela Dall, 1889
- Eucyclotoma Boettger, 1895
- Euryentmema Woodring, 1928
- Exomilus Hedley, 1918
- Fehria van Aartsen, 1988
- Fusidaphne Laseron, 1954
- Gastridium (considerat com a sinònim de Conus per alguns autors)
- Glyphostoma Gabb, 1872
- Glyphostomops Bartsch, 1934
- Glyphoturris Woodring, 1928
- Glyptaesopus Pilsbry & Olsson 1941
- Granoturris Fargo, 1953
- Gymnobela Verrill, 1884
- Isodaphne Laseron, 1954
- Ithycythara Woodring, 1928
- Jaspidiconus Clench, 1942
- Kermia Oliver, 1915
- Kuroshiodaphne Shuto, 1965
- Kurtzia Bartsch, 1944
- Kurtziella Dall, 1918
- Leufroyia Monterosato 1884
- Lithoconus (considerat com a sinònim de Conus per alguns autors)
- Mangelia Risso, 1826
- Microdaphne McLean, 1971
- Microgenia Laseron, 1954
- Mioawateria Vella, 1954
- Mitramorpha Adams, 1865
- Mitrolumna Bucquoy, Dautzenberg & Dollfus 1883
- Mitromorpha Adams, 1865
- Nannodiella Dall, 1918
- Neopleurotomoides Shuto, 1971
- Nepotilla Hedley, 1918
- Nipponaphera Habe, 1961
- Obesotoma Bartsch, 1941
- Oenopota Mörch, 1852
- Ophiodermella Bartsch, 1944
- Pagodidaphne Shuto, 1983
- Perplicaria Dall, 1890
- Phymorhynchus Dall, 1908
- Platycythara Woodring, 1928
- Pleurotomella Verrill, 1873
- Pontiothauma E.A. Smith, 1895
- Propebela Iredale, 1918
- Pseudodaphnella Boettger, 1895
- Puncticulis Swainson, 1840
- Pyrgocythara Woodring, 1928
- Raphitoma Bellardi, 1847
- Rhizoconus (considerat com a sinònim de Conus per alguns autors)
- Rimosodaphnella Cossmann, 1915
- Rocroithys Sysoev & Bouchet, 2001
- Rubellatoma Bartsch & Rehder 1939
- Rugobela Finlay, 1924
- Scalptia Jousseaume 1887
- Spergo Dall, 1895
- Stephanoconus (considerat com a sinònim de Conus per alguns autors)
- Stilla Finlay, 1926
- Suavodrillia Dall, 1918
- Taranidaphne Morassi & Bonfitto, 2001
- Taranis Jeffreys, 1870
- Tasmadaphne Laseron, 1954
- Teleochilus Harris, 1897
- Tenaturris Woodring, 1928
- Teretia Norman, 1888
- Teretiopsis Kantor & Sysoev, 1989
- Thatcheria Angas, 1877
- Thatcheriasyrinx Powell, 1969
- Thatcherina Vera-Pelaez, 1998
- Thelecythara Woodring, 1928
- Thesbia Jeffreys, 1867
- Theta A.H. Clarke, 1959
- Tritonoturris Dall, 1924
- Truncadaphne McLean, 1971
- Tuskaroria Sysoev, 1988
- Typhlodaphne Powell, 1951
- Typhlomangelia Sars G.O., 1878
- Veprecula Melvill, 1917
- Vepridaphne Shuto, 1983
- Virgiconus (considerat com a sinònim de Conus per alguns autors)
- Virroconus (considerat com a sinònim de Conus per alguns autors)
- Xanthodaphne Powell, 1942
- Zenepos Finlay, 1928
- Zierliana Gray, 1847

## Característiques del verí dels cònids i biotecnologia

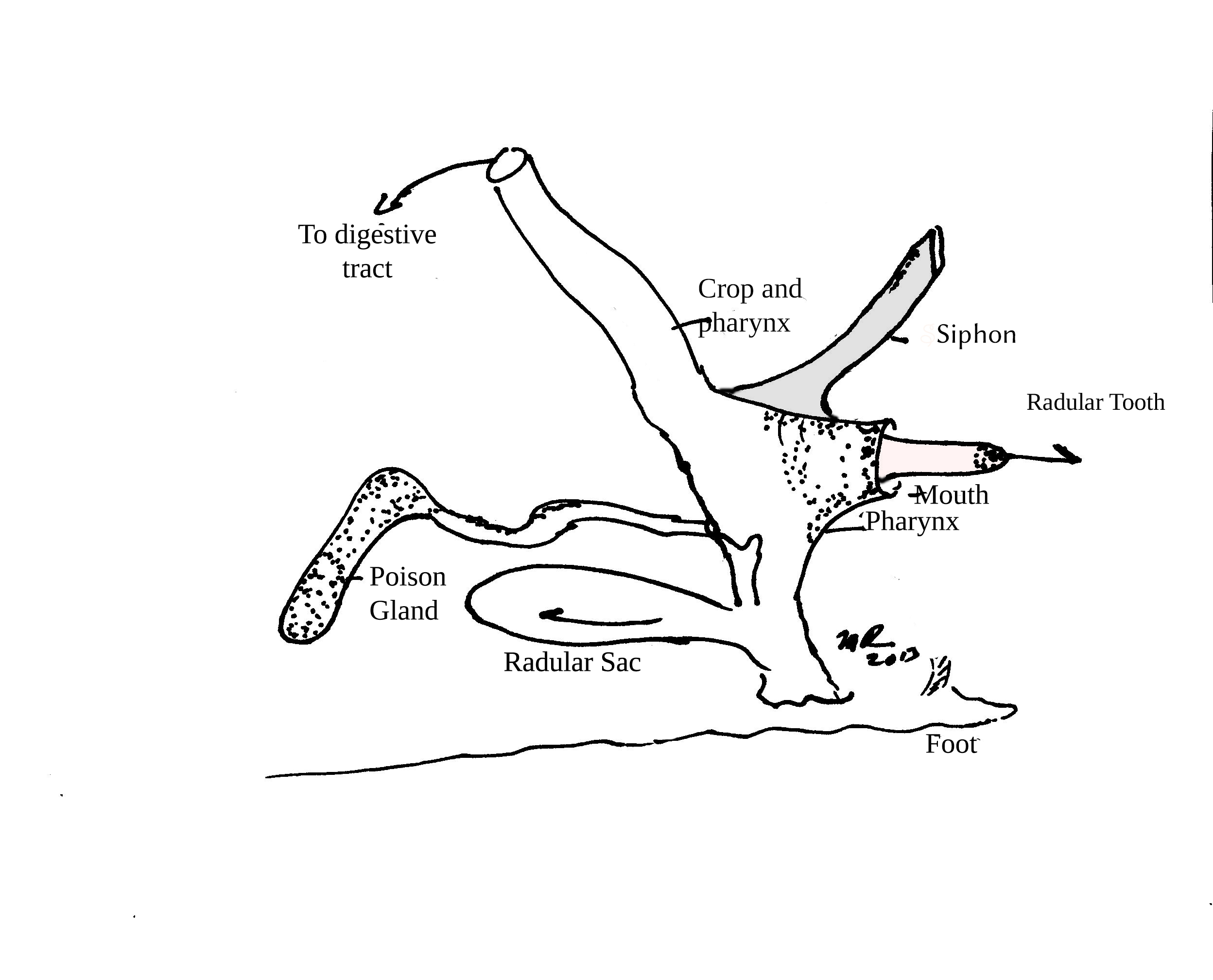
Aparell verinòs del cargol cònid

Hi ha aproximadament registrats 30 humans morts per cargols cònids. Les víctimes humanes pateixen poc dolor, perquè el verí conté un component analgèsic. Segons es diu, algunes espècies poden matar un humà en menys de cinc minuts, per tant, també se'l coneix amb el nom de «caragol cigarreta», ja que suposadament la víctima només té temps per fumar una cigarreta abans de morir. Els cargols cònids poden picar a través d'un vestit de neoprè amb la seva dent radular semblant a un arpó, que s'assembla a una agulla transparent.
Normalment, els cargols cònids (i moltes espècies de la superfamília Conoidea) utilitzen el seu verí per immobilitzar les preses abans d'engolir-les. El verí està format per una barreja de pèptids, anomenats conopèptids. El verí està format típicament per 10 a 30 aminoàcids, però en algunes espècies fins a 60. El verí de cada espècie de cargol cònid pot contenir fins a 200 components farmacològicament actius. Es calcula que es poden trobar més de 50.000 conopèptids, perquè es creu que cada espècie de cargol cónid produeix el seu propi verí específic.
El verí del caragol cònid ha arribat a interessar biotecnòlegs i farmacèutics per les seves potencials propietats medicinals. S'ha iniciat la producció de conopèptids sintètics, utilitzant síntesi de pèptids en fase sòlida.
El W-conopèptid, de l'espècie Conus magus, és la base de l'analgèsic Prialt, un tractament homologat per al dolor que es diu que és 1000 vegades més potent que la morfina i que s'utilitza com a últim recurs en una aplicació específica. Els conopèptids també es consideren agents antiepilèptics i per ajudar a aturar la mort de les cèl·lules nervioses després d'un ictus o una lesió al cap. Els conopèptids també tenen potencial per ajudar contra els espasmes deguts a lesions de la medul·la espinal i poden ser útils per diagnosticar i tractar els carcinomes de cèl·lules petites al pulmó.
La biotecnologia que envolta els cargols cònids i el seu verí és prometedora per a avenços mèdics; amb més de 50.000 conopèptids per estudiar, les possibilitats són nombroses.